# PGC 47944
LEDA/PGC 47944 ist eine Spiralgalaxie vom Hubble-Typ S im Sternbild Jungfrau auf der Ekliptik. Sie ist schätzungsweise 568 Millionen Lichtjahre von der Milchstraße entfernt und hat eine Ausdehnung von 24.000 Lichtjahren. Vermutlich bildet sie mit IC 901 ein gravitativ gebundenes Galaxienpaar.
Im selben Himmelsareal befinden sich u. a. die Galaxien NGC 5221, NGC 5226, NGC 5230, IC 898.